# Justicia thunbergioides
Justicia thunbergioides es una especie de planta floral del género Justicia, familia Acanthaceae.
Es nativa de Brasil.